# Michel Visi
Michel Visi (* 24. Oktober 1954 in Ningfire, Ambae, Vanuatu; † 19. Mai 2007 in Port Vila, Vanuatu) war Bischof von Port Vila in Vanuatu.

## Leben
Visi stammte von der Insel Ambae im Norden von Vanuatu. Nach seiner Ausbildung in Saint Léon de Païta in Neukaledonien und im Suva Catholic St Pierre Chanel Seminar bei den Maristenpatres empfing Michel Visi am 15. Dezember 1982 in Port Vila, Vanuatu, die Priesterweihe. Anschließend studierte er in Ottawa Kanonisches Recht und war später Leiter des Suva Seminars.
Am 30. November 1996 wurde er als erster Einheimischer von Johannes Paul II. zum 29. Bischof des Bistums Port-Vila ernannt und am 12. April 1997 durch Francis-Roland Lambert geweiht.
Michel Visi war stellvertretender Vorsitzender der Pazifischen Bischofskonferenz (Cepac). Zudem war er ehemaliges Mitglied der „Vanuatu Broadcasting and Television Corporation“.
Visi wurde am 19. Mai 2007 tot in seinem Haus in Port Vila aufgefunden. Er spielte nach Presseangaben eine wichtige Rolle in der Bekämpfung der Korruption im Pazifischen Raum. Er war zudem Vermittler bei gewalttätigen Auseinandersetzung und Stammes-Konflikten am Rande von Pot Vila im März 2007.